# ماکروبنتوز
ماکروبنتوز جانورانی هستند که در بستر دریاها و سواحل زندگی می‌کنند. این کفزیان اندازه‌ای بین ٠٫٥ میلی‌متر تا ٢٠٠ میلی‌متر دارند. این گروه از جانوران شامل انواع پرتاران، خارپوستان، اسفنج‌ها، شعاعیان، سخت‌پوستان و نرم‌تنان می‌باشد. مطالعه ماکروبنتوزها می‌تواند شاخص مناسبی برای ارزیابی سلامت اکوسیستم‌های دریایی باشد..

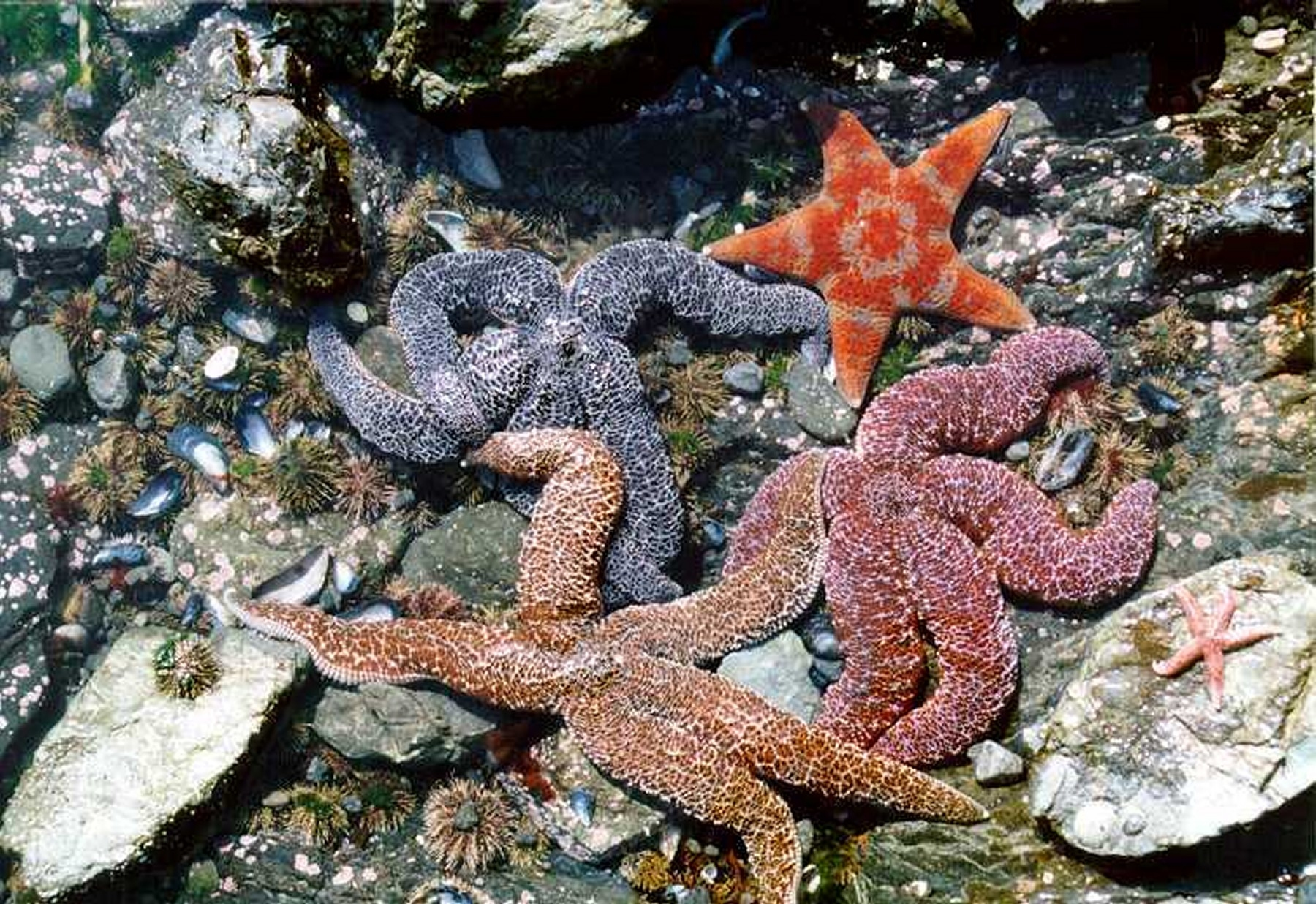
خارپوستان
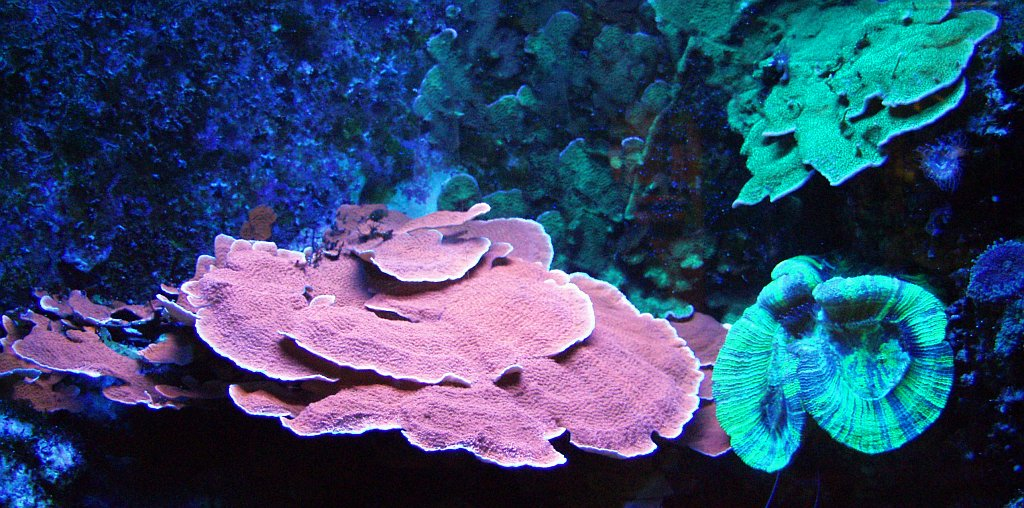
مرجان‌ها
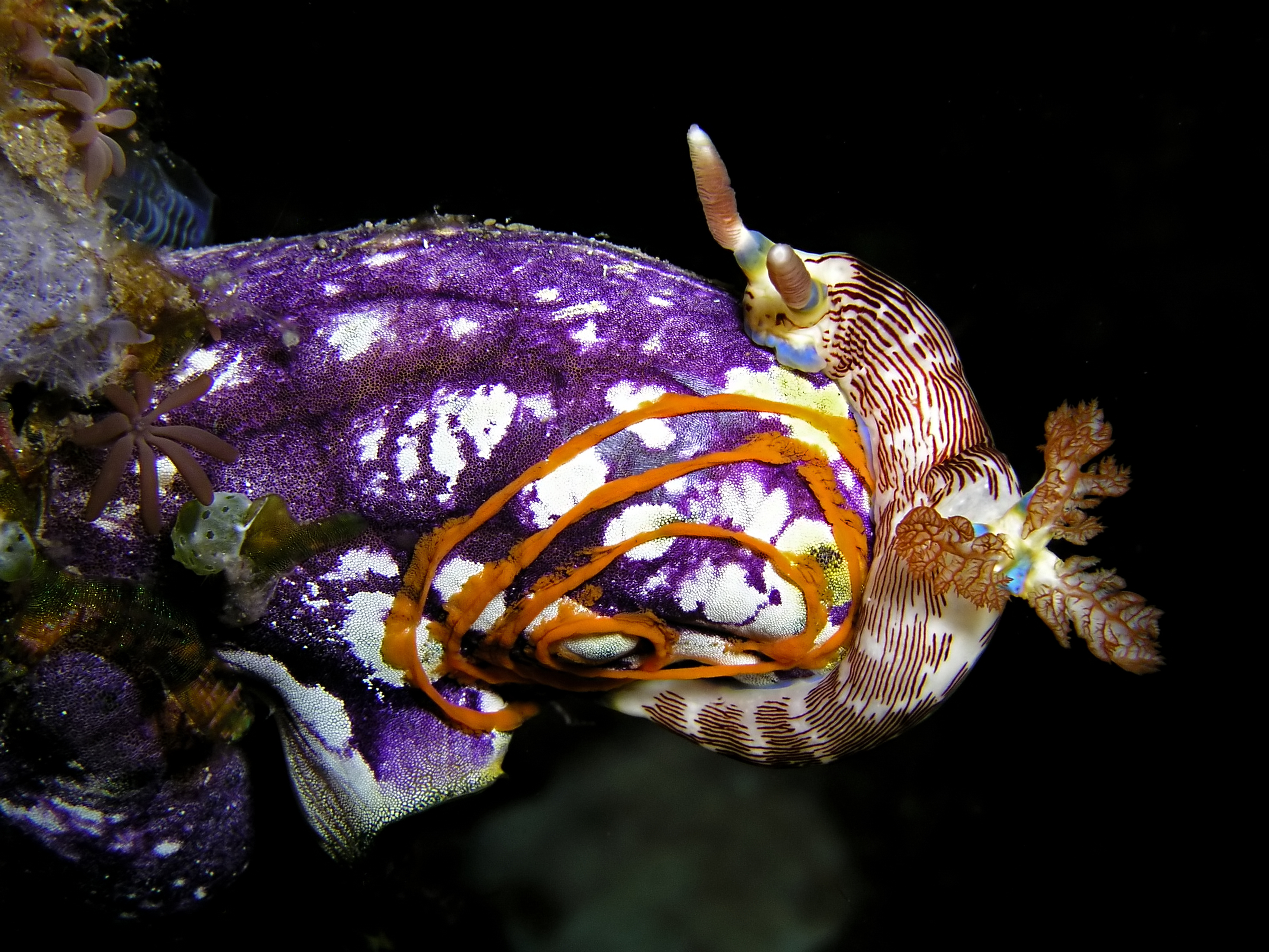
خرگوش دریایی